# Angelo Rizzo (fisico)
 Rettore dell'Università di Lecce (oggi del Salento) dal 1992 al 2001, si oppose illegittimamente nel 1997 all'assunzione di un vincitore di concorso e per questi motivi l'Università fu poi condannata sia dal TAR che dal Consiglio di Stato dopo la sua morte.
1. ↑   Consiglio di Stato - Sez. IV - sentenza n. 668/2010 Obbligatorietà ricorso alle graduatorie concorsuali per le nuove assunzioni, su www.anaao.it. URL consultato il 19 agosto 2025.